# Mehboba Ahdyar
Mehboba Ahdyar (født 1988 eller 1989) er en afghansk atlet. Hun var, som den eneste kvinde for Afghanistan, sat til at deltage ved Sommer-OL 2008 i Beijing i 1500 meter og 3000 meter løb.
Ahdyar har vundet konkurrencer i Afghanistan, men OL ville være hendes første internationale konkurrence.
Hun er blevet udsat for dødstrusler i Afghanistan af muslimske ekstremister."
Hun havde planer om at bære tørklæde under løbene i Beijing, da hun mener det er et symbol på muslimske kvinder."
Hun forsvandt fra sin træning i Formia, Italien og deltog derfor ikke i OL som planlagt.
Den 10. juli 2008 tog hun til Norge for at søge om asyl.